# Праулино
Праулино — деревня в Даниловском районе Ярославской области России. Находится в 36 км от Данилова в 5 км от автомобильной дороги Данилов — Шаготь на левом берегу реки Ухра. Главная и единственная улица деревни — Дачная.
Постоянное население деревни 4 человека.